# Костин, Владимир Николаевич
Владимир Николаевич Ко́стин — советский государственный и хозяйственный деятель.

## Биография
Родился 6 (19 сентября) 1911 года в Барнауле. Член КПСС.
С 1932 года — на хозяйственной работе, доктор технических наук.
В 1932—1981 годы :
- инженер-металлург, начальник ОТК завода имени Орджоникидзе,
- главный инженер Оловозавода,
- директор Опытной установки (ныне ФГУП «НИИ НПО „ЛУЧ“») в г. Подольск
- заместитель министра цветной металлургии СССР.

Умер 30 июня 1981 года в Москве.

## Признание
- Сталинская премия третьей степени (1951) — за создание отечественной технологии получения олова высших марок.
- Государственная премия СССР (1978) — за разработку и освоение принципиально новой КИВЦЭТной технологии производства цинка, обеспечивающей комплексное извлечение ценных составляющих и защиту окружающей среды